# Johann Igel

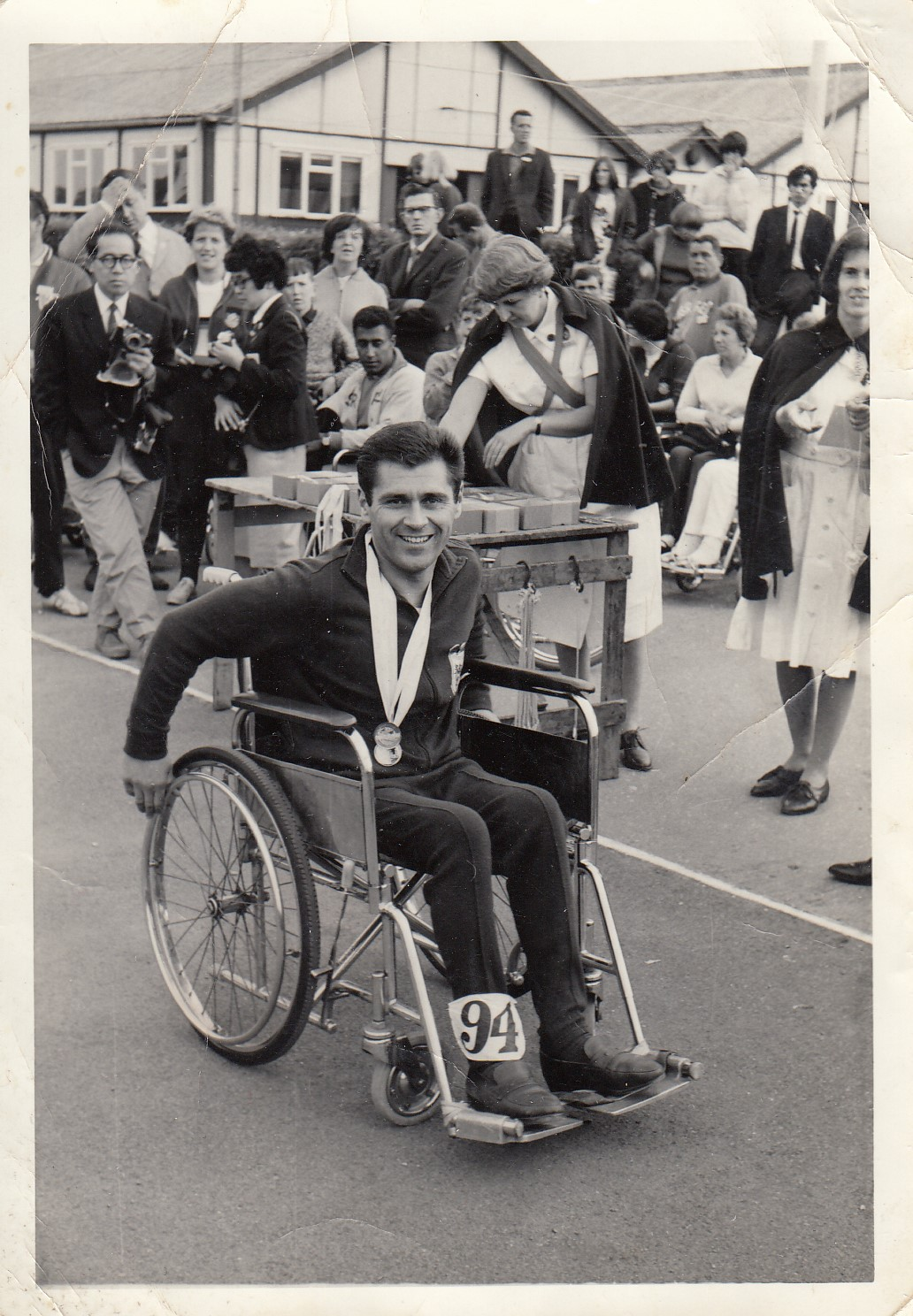
Johann Igel in Rom 1960

Johann Igel (* 25. Juni 1937 in Oberösterreich; † 23. November 2012 ebenda) war ein österreichischer Schwimmer, der in den frühen Paralympischen Spielen bemerkenswerte Erfolge erzielte und Österreich in den 1960er Jahren vertrat. Seine Leistungen trugen zur prominenten Stellung Österreichs in der Paralympischen Bewegung während ihrer frühen Jahre bei.
Bei den ersten Paralympischen Spielen in Rom, Italien, im Jahr 1960 gewann Igel drei Medaillen: Gold für 50 m Freistilschwimmen, Silber für 50 m Rückenschwimmen und Bronze für 50 m Brustschwimmen. Seine Erfolge bei diesen Spielen machten ihn zu einem der ersten österreichischen Athleten, die im internationalen Para-Sport herausragende Leistungen zeigten. Zudem belegte er im 3 × 50-m-Staffel-Mixed den 7. Platz, im Speerziel Klasse B den 15. Platz, im Keulenwurf Klasse B den 16. Platz, Kugelstoßen Klasse B den 19. Platz und im Speerwurf Klasse B den 19. Platz.
Igel setzte seinen Erfolg bei den Paralympics 1968 in Tel Aviv, Israel, fort, wo er sich weiter auszeichnete, indem er eine Silbermedaille über 50 m Freistil und eine weitere Bronze über 50 m Brust gewann. Zudem belegte er im 50-m-Rückenschwimmen Klasse 3 den 7. Platz, in der 3 × 50-m-Lagenstaffel den 10. Platz, über 100 m Klasse A den 13. Platz und schaffte es im Tischtennis-Doppel Klasse B ins Achtelfinale und Tischtennis-Einzel Klasse B in die 1. Runde.
Neben seinen früheren Erfolgen trat Igel auch bei den Paralympics 1972 in Heidelberg, Deutschland, an, wo er sowohl im 3 × 25-m-Lagenschwimmen als auch im 50-m-Freistilschwimmen den fünften Platz belegte.